# Rhizophagus approximatus
Rhizophagus approximatus is een keversoort uit de familie kerkhofkevers (Monotomidae). De wetenschappelijke naam van de soort werd in 1866 gepubliceerd door John Lawrence LeConte.